# NGC 1807
NGC 1807 је расејано звездано јато у сазвежђу Бик које се налази на NGC листи објеката дубоког неба.
Деклинација објекта је + 16° 30' 48" а ректасцензија 5h 10m 46,0s. Привидна величина (магнитуда) објекта NGC 1807 износи 7,0. NGC 1807 је још познат и под ознакама OCL 462, * group?.